# 巴爾幹聯邦
巴爾幹聯邦（南斯拉夫語：Балканска федерација）是一個「擬議國家」，旨在將巴爾幹半島諸國聯合为一個聯邦制國家。

## 歷史
巴爾幹聯邦的歷史構想經歷了三個階段，在第一階段中，可追溯到19世紀末，當時的巴爾幹半島大部分多由鄂圖曼帝國控制，當地的左翼政治領袖受民族主義浪潮影響，主張聯合巴爾幹人民，反抗鄂圖曼帝國的統治；在第二階段時，主要是戰間期時，巴爾幹聯邦的想法被巴爾幹各国共產黨再次提及，強調巴爾幹的經濟與政治統合，并成立巴尔干共产主义联盟；第三階段則是在蘇南交惡時，再度被南斯拉夫社會主義聯邦共和國最高领导人約瑟普·布羅茲·狄托倡導推動，但最終受苏联影響及阻撓下而失敗。

## 外部連結
- The Balkan Federation and Balkan Social Democracy, "Revolutionary History".
- Bulletin of the Social-Democratic Workers Federation of the Balkans. No. 1 （页面存档备份，存于）, July 1915.
- Janko Sakasoff, Neoslavism, Balkan Federation and Social Democracy （页面存档备份，存于）, "Der Kampf", IV, 5, 1 February 1911.
- Balkan Federation and Bulgaria’s liberation movement of the 19th century （页面存档备份，存于） by Yavor Tarinski, speech on the International Congress for the Revolution of 1821 in Greece (12 December 2021).

## 延伸閱讀
- Evangelos Kofos (1964) Nationalism and Communism in Macedonia; Thessaloniki, Institute of Balkan Studies.

Βενιζελισμός Και Αστικός Εκσυγχρονισμός (1992).